# Jennifer Weiner
Jennifer Weiner (ur. 28 marca 1970 w DeRidder) – amerykańska pisarka, autorka ponad dwudziestu powieści, w tym kilku bestsellerów, oraz feministka.
Jej książki zajmowały czołowe miejsca na liście bestsellerów dziennika „The New York Times” i zostały wydane w ponad 35 krajach.

## Życiorys
Urodziła się w stanie Luizjana. Dorastała w stanie Connecticut. W 1991 ukończyła studia z zakresu literatury angielskiej na Uniwersytecie Princeton. Pracowała jako reporter prasowy w stanach Pennsylvania i Kentucky, oraz w Filadelfii. Zadebiutowała jako pisarka w 2001 powieścią Good in Bed (polski tytuł: Kochając większą kobietę). Tworzy również opowiadania.
Mieszka w Filadelfii.

## Film
W 2005 miał premierę amerykański film fabularny (komediodramat) Siostry, zrealizowany na podstawie drugiej powieści Jennifer Weiner In Her Shoes (polski tytuł: Siostry). W rolach głównych wystąpiły: Cameron Diaz, Toni Collette i Shirley MacLaine.
Jennifer Weiner była współtwórczynią krótkotrwałego serialu komediowego z 2011 pt. State of Georgia.

## Książki przełożone na język polski[5]
- Kochając większą kobietę (2001)
- Siostry (2003)
- Małe trzęsienia ziemi (2006)
- Mamuśki gotowe na wszystko (2008)
- Kłamstwo z rozsądku (2009)
- Facet do wzięcia (2010)
- Przyjaciółki na zawsze (2011)
- Z dala od domu (2013)
- Wtedy pojawiłaś się ty (2013)
- Najlepsza możliwa opcja (2016)
- Prosto w dół (2016)
- Kogo kochasz? (2017)
- Lato wielkiej wagi (2022)